# Дар'їно-Єрмаківка
Да́р'їно-Єрмакі́вка (до 1930 року — Дар'їнівка) — село в Україні, у Довжанській міській громаді Довжанського району Луганської області. Населення становить 674 особи.
Знаходиться на тимчасово окупованій території України.

## Назва
Назва села складається з двох слів, утворених від імені дружини власника землі генерал-майора Гавриїла Луковкіна — Дар'ї Василівни Луковкіної (уродженої Іловайської). Її батько, отаман Війська Донського Іловайський, подарував свої дочці село Єрмаківка, назва якого утворена від імені козачого отамана Єрмака. Після об'єднання село стало називатися Дар'їно-Єрмаківка. Існує також народна етимологія утворення назви села, згідно якої ці землі були подаровані отаманом Єрмаком, місцевим козакам, учасникам підкорення Сибіру.

## Географія
Географічні координати: 47°53' пн. ш. 39°36' сх. д. Часовий пояс — UTC+2. Загальна площа села — 30 км².
Село розташоване у східній частині Донбасу за 32 км від Довжанська. Найближча залізнична станція — Довжанська, за 39 км. На північній околиці села балка Балка Грузська впадає у річку Кріпку, а на південно-західній околиці — Балка Попасна.

## Історія
Засноване як село Дар'їнівка в 1805 році, з 1930 року — Дар'їно-Єрмаківка. Першими поселенцями стали козаки та українські селяни з Правобережної України.
З 1924 року (після повернення бі́льшої частини Шахтинської та Таганрозької округи до РСФРР, переданих УРСР у 1920 році) до 5 листопада 1944 року Дар'їно-Єрмаківська сільрада (село Дар'їно-Єрмаківка та с-ще (х.) Кошари) входила до складу Красносулінського району Ростовської області.
Під час Другої світової війни участь у бойових діях брали 124 місцевих жителя, з них 91 загинув, 78 осіб нагороджені орденами і медалями. У листопаді 1941 року поблизу села проходили бої.
12 червня 2020 року, відповідно до Розпорядження Кабінету Міністрів України № 717-р «Про визначення адміністративних центрів та затвердження територій територіальних громад Луганської області», увійшло до складу Довжанської міської громади.
17 липня 2020 року, в результаті адміністративно-територіальної реформи та ліквідації  колишніх Довжанського (1938—2020) та Сорокинського районів, увійшло до складу новоутвореного Довжанського району.

## Документи про передачу Дар'їно-Ермаковскої сільради із складу РРФСР до складу УРСР

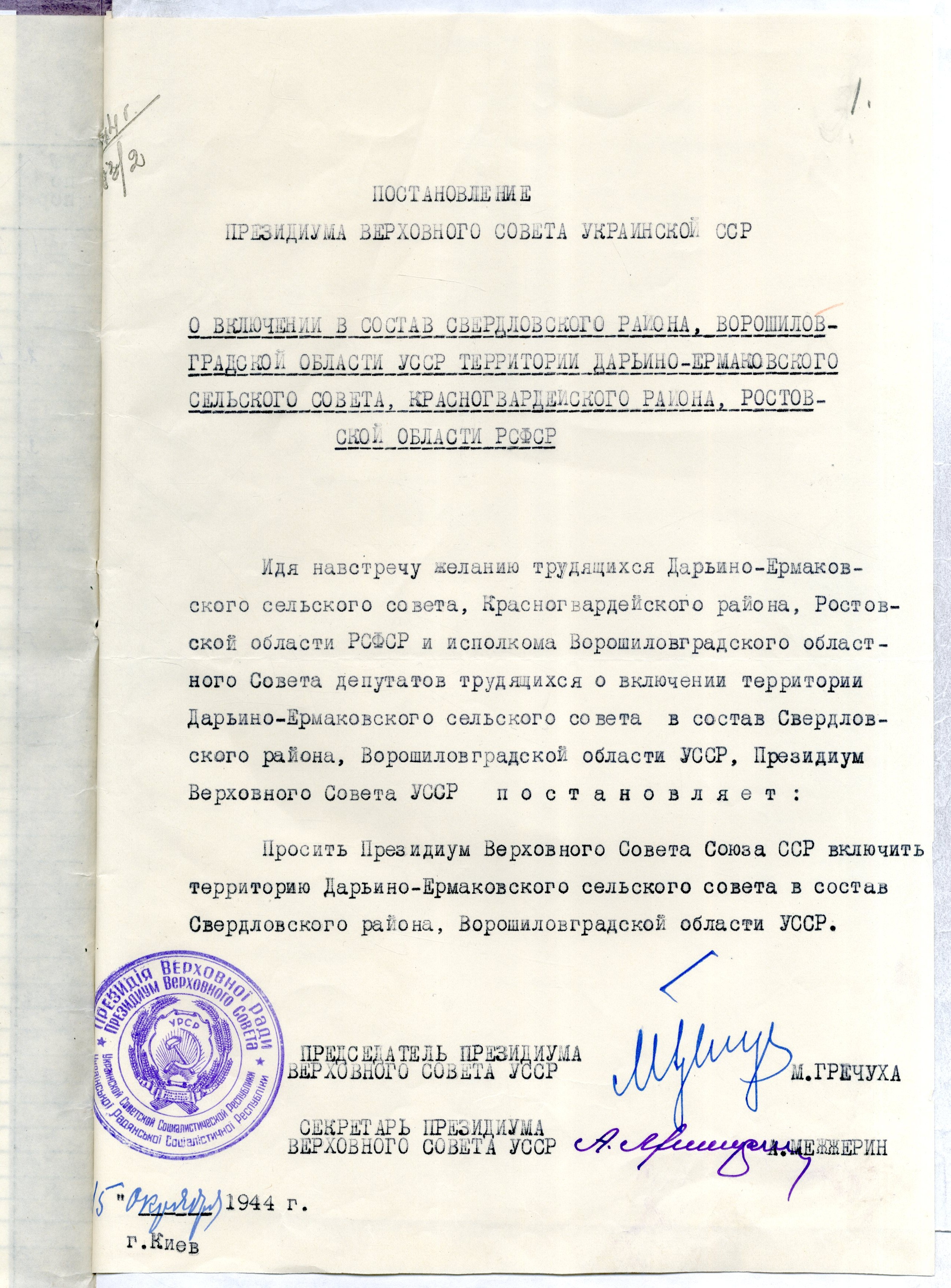
Указ Президії ВР УССР від 15.10.1944
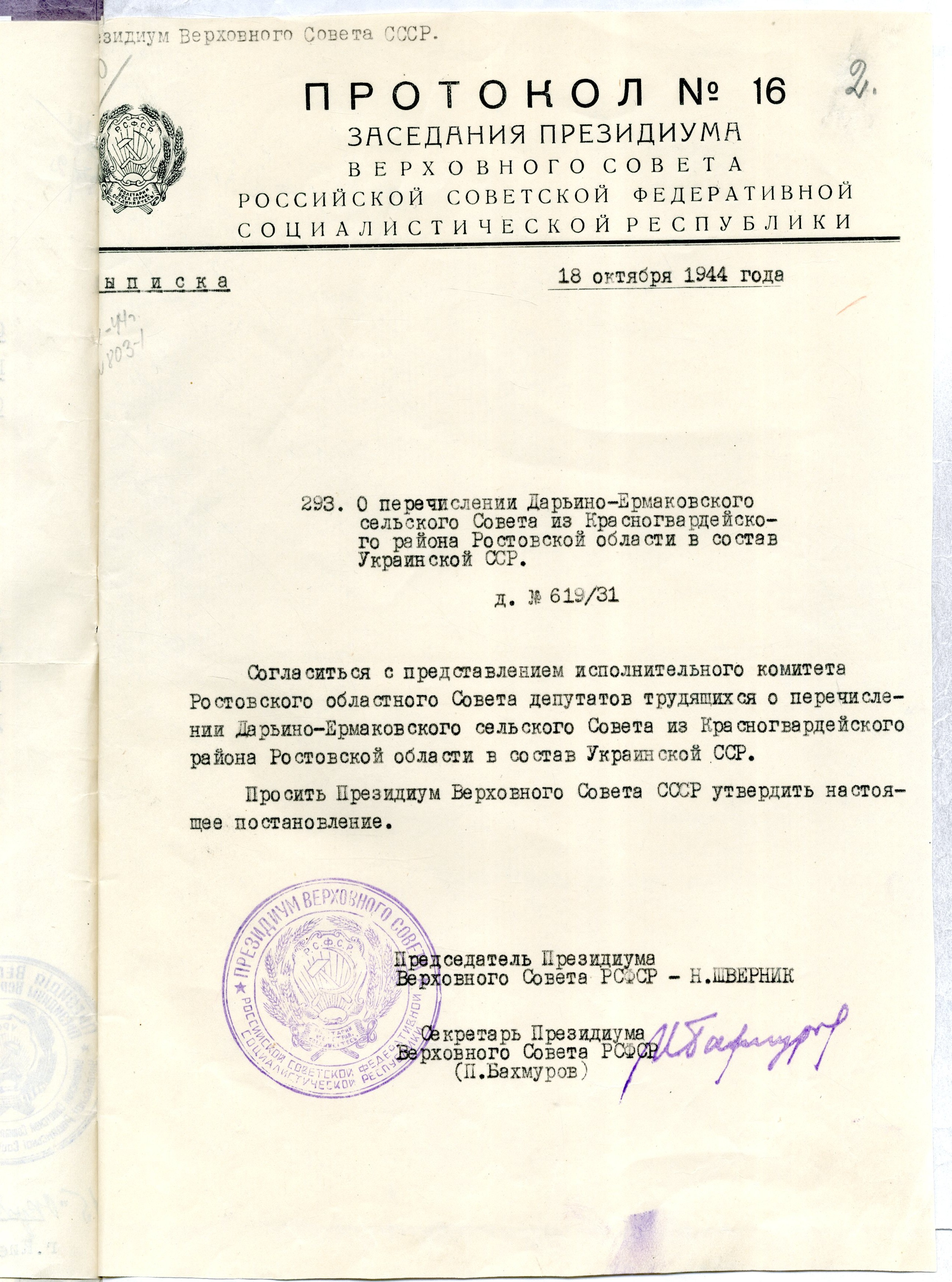
Указ Президії ВР РСФСР від 18.10.1944
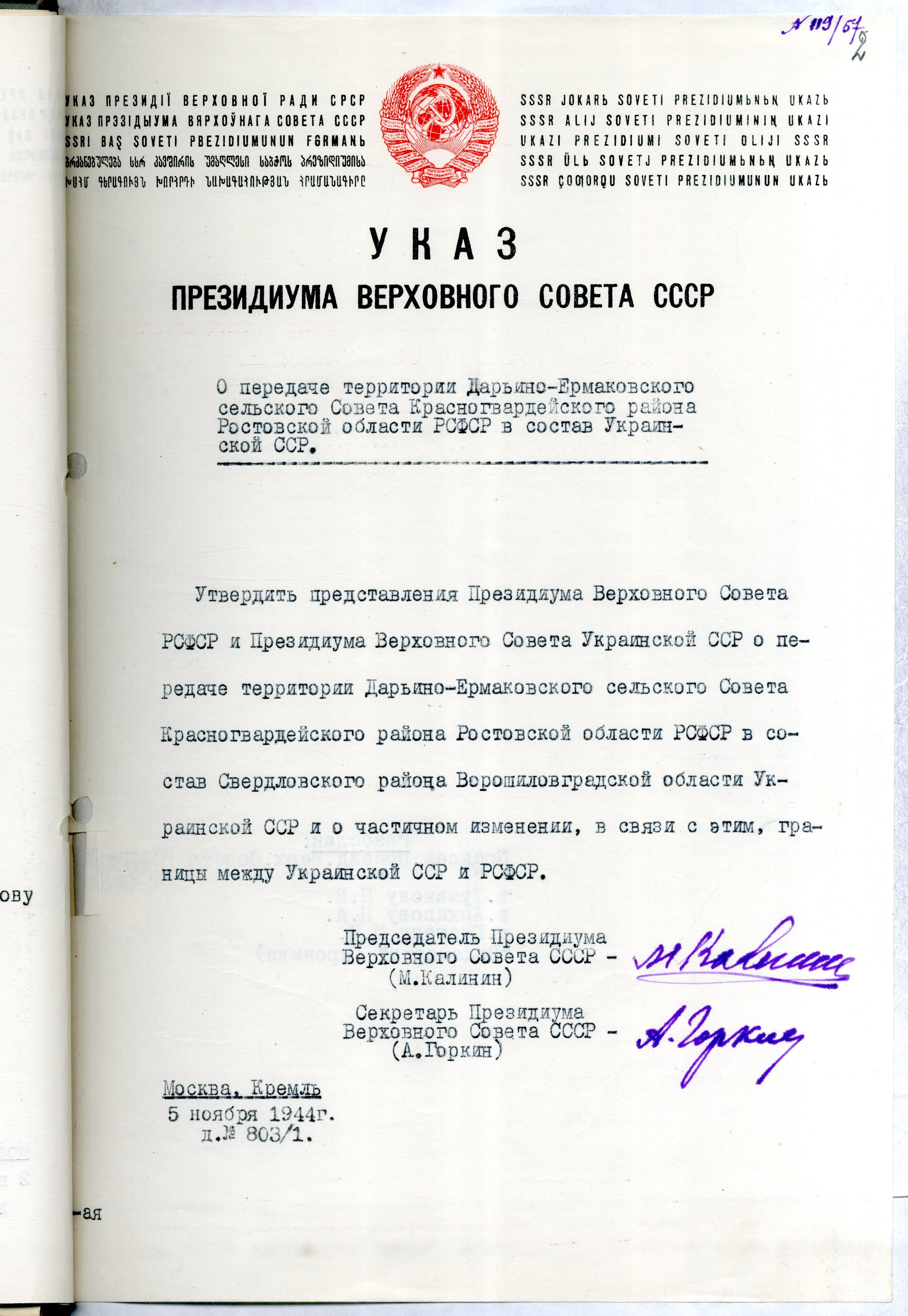
Указ Президії ВР СССР від 05.11.1944
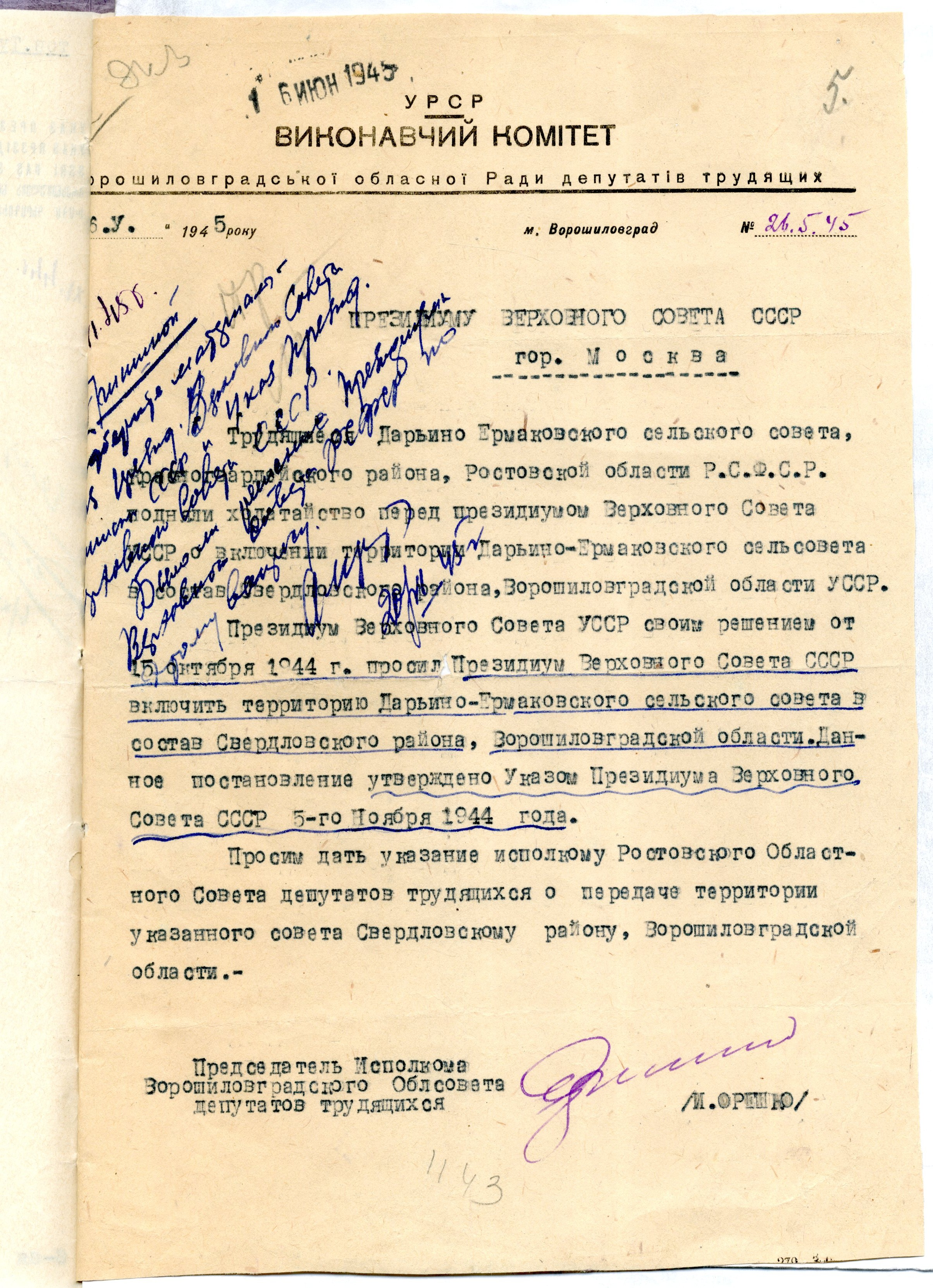
Лист Голови Виконкому Ворошиловградської облради депутатів трудящих від 26.05.1945
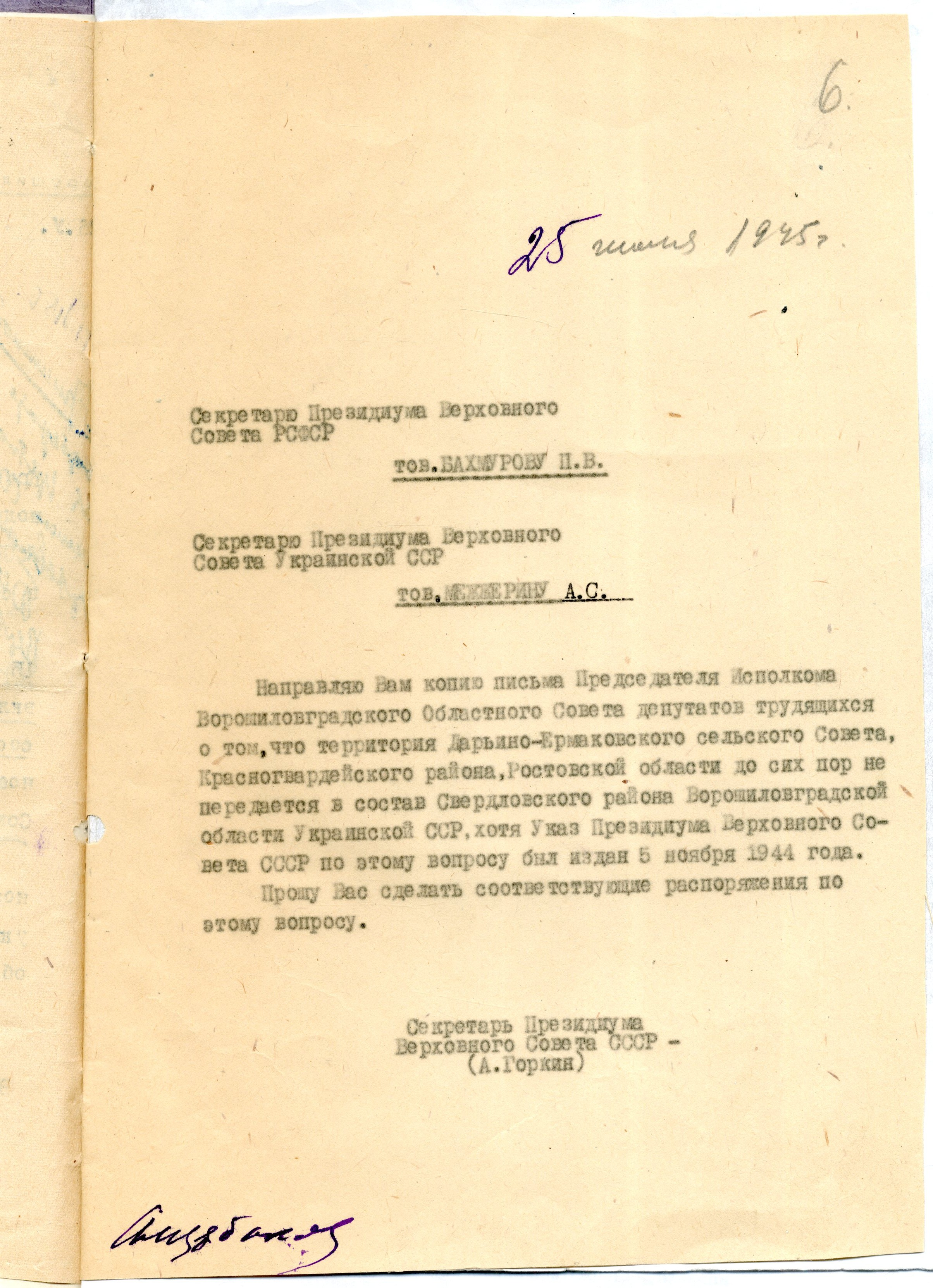
Лист Секретаря Президії ВР СРСР від 25.07.1945

## Населення

### Мова
Розподіл населення за рідною мовою за даними перепису 2001 року:
| Мова            | Кількість | Відсоток |
| --------------- | --------- | -------- |
| російська       | 545       | 80.87%   |
| українська      | 102       | 15.13%   |
| вірменська      | 17        | 2.52%    |
| інші/не вказали | 10        | 1.48%    |
| Усього          | 625       | 100%     |

За даними перепису 2001 року населення села становило 674 осіб, з них 15,13 % зазначили рідною мову українську, 80,86 % — російську, а 4,01 % — іншу.

## Соціальна сфера
У селі працюють ПСП «Дар'їно-Єрмаківське», клуб, бібліотека та два магазини.

## Економіка
Економічний сектор села представлений ФГ «Брати Єлісеєви», яке було засноване у 1996 році. Підприємство спеціалізується на вирощуванні зернових, технічних культур та овочів.

## Пам'ятки
На околицях Дар'їно-Єрмаківки виявлено 2 поселення раннього середньовіччя, 2 поселення епохи бронзи, 7 курганних могильників з 18 курганами, 2 окремо розташованих кургани.
Також в центрі села є братська могила радянських воїнів, що загинули під час Другої світової війни, встановлено пам'ятник.